# Sulengwaseng
Sulengwaseng is een bestuurslaag in het regentschap Flores Timur van de provincie Oost-Nusa Tenggara, Indonesië. Sulengwaseng telt 610 inwoners (volkstelling 2010).